# Jazep Januszkiewicz
Jazep Januszkiewicz (biał. Язэп Янушкевіч, ros. Иосиф Янушкевич, Iosif Januszkiewicz; ur. 7 marca 1959 w Rakowie w rejonie wołożyńskim) – białoruski pisarz, poeta, tłumacz, archiwista i archeograf tekstolog, kandydat nauk (odpowiednik polskiego stopnia doktora); laureat Nagrody im. Lwa Sapiehy (2007). 

## Życiorys

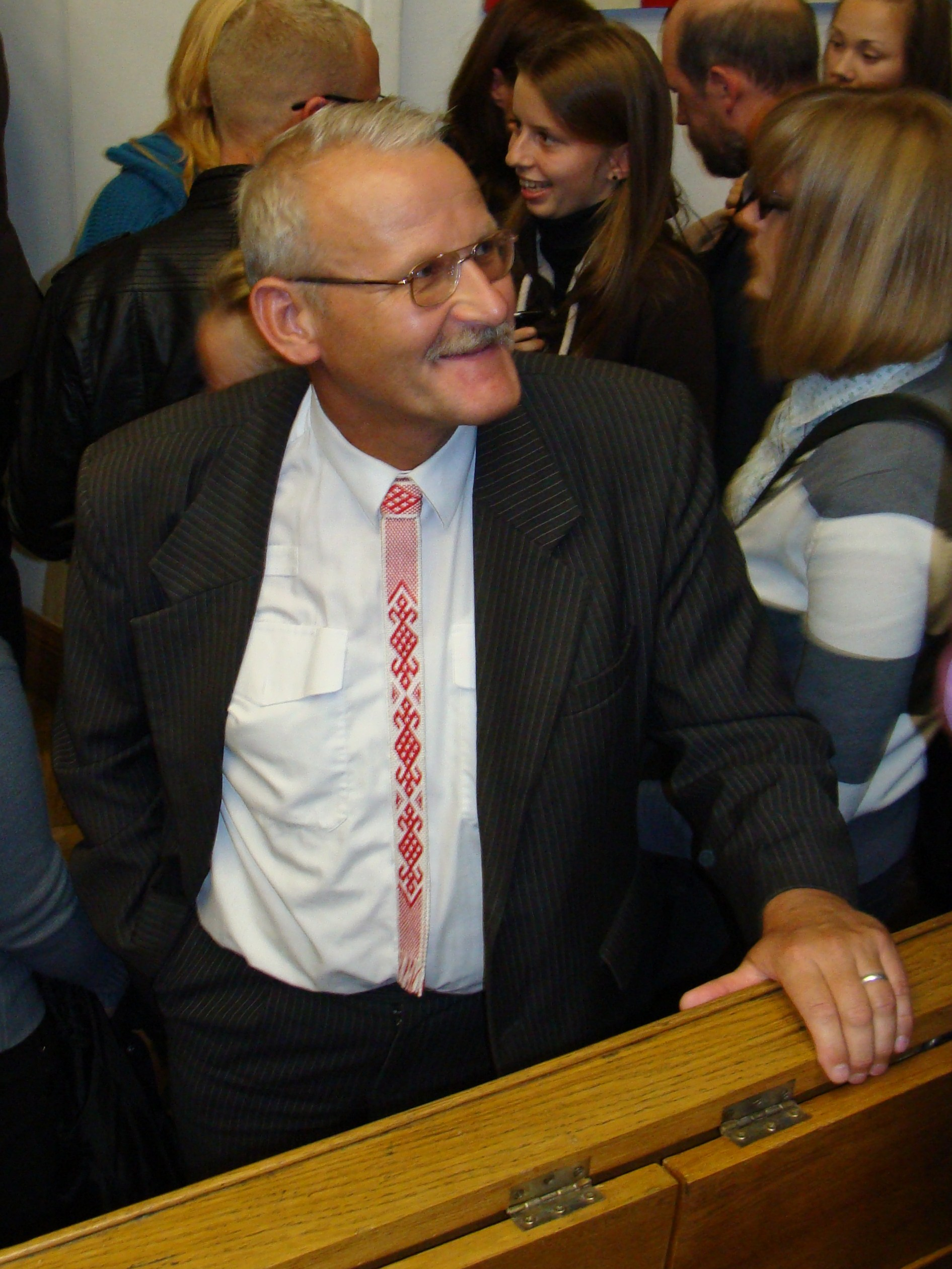
Jazep Januszkiewicz na uniwersytecie Collegium Civitas w Warszawie, 15 września 2011

Urodził się 7 marca 1959 w miasteczku Raków, w rejonie wołożyńskim obwodu mińskiego Białoruska SRR. Jego ojciec Jazep był cyrulikiem, a matka, Maria-Irena z Grzybowskich – księgową w wiejskim sklepie. Uczył się w Rakowskiej Szkole Średniej. W 1981 roku ukończył studia w zakresie filologii białoruskiej i rosyjskiej na Wydziale Filologii Białoruskiego Uniwersytetu Państwowego. Odbył aspiranturę w Instytucie im. Janki Kupały Narodowej Akademii Nauk Białorusi, a następnie pracował w nim jako pracownik naukowy. W 1987 roku uzyskał tytuł kandydata nauk (odpowiednik polskiego stopnia doktora). Temat jego rozprawy kandydackiej brzmiał: Twórczość Dunina-Marcinkiewicza w kontekście literatur słowiańskich. Jednocześnie, w latach 1996–2006, kierował Działem Archeografii Białoruskiego Naukowo-Badawczego Instytutu Dokumentoznawstwa i Spraw Archiwum. W latach 2006-2008 został trzykrotnie zwolniony z pracy. Zarazem od 1997 roku był zastępcą głównego redaktora wydawnictwa „Biełaruski Knihazbor”, a także zastępcą, a później pełniącym obowiązki przewodniczącego Komisji Archeograficznej Komitetu sa. Archiwów i Dokumentów przy Radzie Ministrów Republiki Białorusi. Wchodził w skład i zasiadał we władzach Związku Pisarzy Białorusi. W latach 2005–2006 pełnił funkcję przewodniczącego Białoruskiej Fundacji Literackiej.
Obecnie przygotowuje w Polsce rozprawę habilitacyjną na temat Równi w niewoli. Białorusko-polskie związki literackie w XIX wieku.

## Działalność naukowo-badawcza i literacka
W ramach pracy archiwisty, Jazep Januszkiewicz prowadzi badania historii białoruskiej literatury i kultury XIX–XX wieku, a także białorusko-polskie i białorusko-europejskie więzi historyczno-literackie. Prowadził badania w szeregu archiwów w Kijowie, Kórniku, Leningradzie, Lwowie, Moskwie, Paryżu, Warszawie, Wilnie i Wrocławiu.
Jako archeograf tekstolog opracował wiele naukowych wydań klasyków białoruskiej literatury: Wincentego Dunina-Marcinkiewicza, Franciszka Bahuszewicza, Wałcaua Łastouskiego, Historyja biełaruskaje litaratury Maksima Hareckiego, a także pierwszy akademiczny zbiór utworów Wincentego Dunina-Marcinkiewicza; Dyjaryjusz z XIX stahoddzia: Dzionniki Michała Hałubowicza jak histarycznaja krynica. Opracował trójjęzyczne (w językach: polskim, białoruskim i rosyjskim) wydania poematu Adama Mickiewicza Pan Tadeusz (1998) i Jakuba Kołasa Nowaja ziamla, a także wielojęzycznej książki "Kłasika", zawierającej utwory: Pińska szlacha Wincentego Dunina-Marcinkiewicza w językach: oryginalnym, białoruskim, angielskim, niemieckim, polskim i rosyjskim, a także Taras na Parnasie Kanstancina Wieranicyna w językach: białoruskim, angielskim, bułgarskim, hiszpańskim, niemieckim, polskim, rosyjskim i ukraińskim.
Jazep Januszkiewicz jako pierwszy opublikował oryginały Pińskiej szlachty Wincentego Dunina-Marcinkiewicza, Listy spod szubienicy Konstantego Kalinowskiego, Testament Adama Kikora, Dzienniki Uładzimira Karatkiewicza i inne. Jego białoruskojęzyczne wydanie Pana Tadeusza z 1998 roku było pierwszym wydaniem tego utworu w tym języku na Białorusi.
Zajmuje się badaniem wydarzeń związanych z powstaniem styczniowym i jego uczestnikami: książka „Portrety Powstania”, która ukazała się w języku białoruskim, polskim i litewskim, cieszy się dużym zainteresowaniem czytelników; podobnie jak i następna publikacja „I pierwszym objawił się Kalinowski. Spuścizna Kastusia Kalinowskiego w językach białoruskim, litewskim, polskim, ukraińskim, niemieckim, angielskim i hiszpańskim”.
Jest on także poetą, prozaikiem i tłumaczem, przede wszystkim z języka polskiego.
Uczestnik XXX Międzynarodowego Festiwalu Poezji „Maj nad Wilią".

## Opinie
Białoruski poeta Uładzimir Niaklajeu, który przyjaźni się z Jazepem Januszkiewiczem, wyraził opinię, że Januszkiewicz jest prawdziwym przedstawicielem rakowskiej szlachty, która nigdy nie żyła byle jak i nic byle jak nie robiła.

## Prace
Jazep Januszkiewicz jest autorem ok. 500 publikacji, w tym monografii. Są to m. in.:
- Historyja biełaruskaj litaratury (współautor);
- Biełaruski dudar – problem słowiańskich tradycji i wpływów w twórczości W. Dunina-Marcinkiewicza;
- U pradczuwanni znachodak (Mińsk, 1994) – na podstawie wędrówki badawczej po archiwach Warszawy, Wrocławia i Krakowa;
- Nieadmienny sakratar Adradżennia: Wacłau Łastouski;
- Nacyjanalnaja prahrama wydannia histarycznych krynic – o odnowieniu Białoruskiej Komisji Archeograficznej;
- Za archiunym paroham – o białoruskiej literaturze XIX–XX wieku w świetle archiwalnych poszukiwań;
- Swiatynia nad Isłaczaj: Rakauski kascioł Maci Bożaj Rużancowaj (historyja, dakumienty);
- Ziamla Kienatafau (Mińsk, 2009);
- Portrety Powstania 1863–1865 (Raków, 2013; wspólnie z Kamilą Januszkiewiczówną);
- KLOK: Pryśviačeńni (Raków, 2016);
- Siem ščaślivych hadoŭ: Rakaŭskaja parafija 925–1931: Chrost. Šlub. Śmierć (Historyja, dakumenty) / Siedem szczęśliwych lat: Parafja Rakowska 1925-1931: Chrzest. Ślub. Śmierć (Raków, 2018);
- Litoŭski Pieŭnik, abo Moj Maniuška / Kogut Litewski, czyli Mój Moniuszko (Raków, nakład Autora, 2019);
- I pieršym pakazaŭsia Kalinoŭski / I pierwszym objawił się  Kalinowski. Spuścizna Kastusiá [Konstantego] Kalinowskiego w językach: białoruskim, litewskim, polskim, ukraińskim, niemieckim, angielskim oraz hiszpańskim (Raków, nakład Autora, 2019)

a także opowiadania, artykuły i eseje.

## Nagrody
- Nagroda im. Lwa Sapiehy (4 kwietnia 2007 roku) – wręczana osobom zasłużonym dla stosunków polsko-białoruskich[5].

## Literatura
- Jazep Januszkiewicz: U pradczuwanni znachodak. Mińsk: Połymia, 1994, s. 96, seria: Biblijateka czasopia "Maładosć". [dostęp 2011-09-16]. (biał.).
- Jazep Januszkiewicz: Ziamla kienatafau. Mińsk: Wydawiectwa Wiktara Chursika, 2009. ISBN 978-985-6888-06-2. [dostęp 2011-09-16]. (biał.). Brak numerów stron w książce
- Jazep Januszkiewicz: Świątynia nad Isłaczczu. Mińsk: Chursik, 2009, s. 24, il.. ISBN 985-6718-18-1. [dostęp 2011-09-16]. (biał.).
- Jazep Januszkiewicz: Dyjaryjusz z XIX stahoddzia. Mińsk: Wydawiec Chursik W., 2003, s. 350. ISBN 985-6718-01-5. [dostęp 2011-09-16]. (biał.).
- Jazep Januszkiewicz: Sławianskija matywy i reminiscenyi u tworczasci Dunina-Marcinkiewicza. Mińsk: Chursik, 2003. ISBN 985-6718-04-X. [dostęp 2011-09-16]. (biał.). Brak numerów stron w książce
- Ars longa… PATRIA longa… (Raków, 2011);
- Twaram da szybienicy (Raków, 2013);
- Klok (Raków, 2016)